# Крепость (сёги)
Крепостью (яп. 囲い какои) в сёги называется защитное построение, создаваемое с целью затруднить и замедлить атаку противника на своего короля.
Ядром любой крепости является сцепка золотых и серебряных генералов (от двух до четырёх). Основные параметры крепости — её прочность, направление защиты (толщины), количество генералов и количество темпов, необходимых для её построения.
Чем прочнее крепость, тем сложнее противнику добраться до Вашего короля; однако более прочные крепости требуют больше темпов для построения, в результате чего остаётся меньше темпов на атаку. Однако если строительством крепости пренебречь, то Ваш король будет слаб против атаки противника.
С точки зрения баланса атаки и защиты, крепость из двух генералов говорит о смещении в сторону атаки, крепость из трёх генералов является сбалансированной (пословица говорит: «защищай короля тремя генералами»), а крепость из четырёх генералов свидетельствует о смещении баланса в сторону защиты.
В теории сёги разработано несколько десятков классических крепостей и более сотни их разновидностей. Одними из наиболее популярных являются крепости мино, ягура, анагума и т. д.

## Мино
Мино (яп. 美濃囲い) — лёгкая и достаточно прочная крепость, играемая со смещённой ладьёй против статичной. Прочна против атаки сбоку, но при необходимости может быть перестроена поднятием дальнего золота в высокое мино, прочное по направлению к центру, и далее в серебряную корону, прочную против атаки на короля спереди.

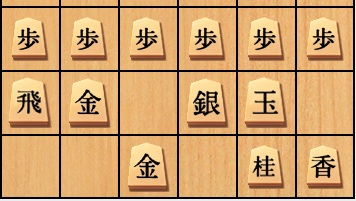
Полное мино (без «форточки»).

Построение классического мино (см. рис.) требует всего 6 темпов, но вдобавок, для увеличения свободы короля, в нём обычно поднимают крайнюю пешку («открывают форточку»). Далее, подняв верхнее золото по диагонали к королю (под защиту серебра), мино можно развить в «высокое мино», более прочное относительно слона.
Своё название эта крепость получила от японской провинции Мино, в которой она получила первоначальное распространение.
Существует и симметричный приведённому вариант левое мино, играемый со статичной ладьёй.

## Ягура
Ягура (яп. 矢倉囲い «башня») — крепость, играемая со статичной ладьёй против статичной. Прочна против атаки из центра. Построение золотой ягуры вместе с уводом в неё короля (см. рис.) требует 13 темпов.

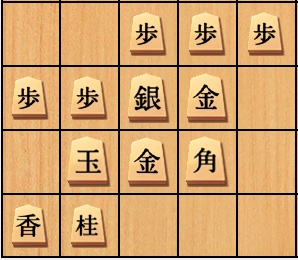
Полная ягура.

В профессиональных играх построение ягуры часто приводит к тому, что противник тоже начинает строить ягуру.
В случае, когда противник может устроить против ягуры атаку по краю с помощью карабкающегося серебра, в ней не рекомендуется поднимать крайнюю пешку.
Начало одного из современных дзёсэки «ягура» (вариант S4f, N7g, R3h) выглядит так: 1.P7f 2.P8d 3.S6h 4.P3d 5.P6f 6.S6b 7.P5f 8.P5d 9.S4h 10.S4b 11.G4i-5h 12.G3b 13.G7h 14.K4a 15.K6i 16.P7d 17.G5h-6g 18.G5b 19.S7g 20.S3c 21.B7i 22.B3a 23.P3f 24.P4d 25.S3g 26.B6d 27.B6h 28.G5b-4c 29.K7i 30.K3a 31.K8h 32.K2b.

## Анагума
Анагума (яп. 穴熊囲い «медведь в берлоге») — одна из самых прочных крепостей в сёги. Построение полной анагумы из трёх генералов (рис.) требует 11 темпов. 

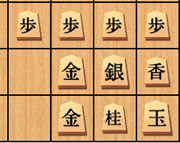
Полная анагума

Построение анагумы требует определённого уровня мастерства, ибо при уводе короля в «берлогу» в течение нескольких темпов он слаб, и есть опасность быстрой атаки со стороны противника.
Слабой точкой анагумы является поле перед серебром, защищённое лишь дважды; при атаке на него часто нацеливаются конём и другими фигурами (есть даже пословица: «анагуму — конём»). Другой её слабой точкой является нижнее золото.
Приводимый вариант играется со смещённой ладьёй, однако часто встречается и симметричная приведённой левая анагума, играемая со статичной ладьёй.